# Picumnus (oiseau)
Genre
Synonymes
- Vivia Hodgson, 1837

Picumnus est un genre d'oiseaux de la famille des Picidae (sous-famille des Picumninae). Il comprend 27 espèces de Picumnes, petits oiseaux proches des Pics.
Une espèce est indomalaise, toutes les autres néotropicales. L'espèce asiatique (le Picumne tacheté) est parfois classée dans un genre particulier, Vivia Hodgson, 1837.

## Liste des espèces
D'après la classification de référence (version 5.1, 2015) du Congrès ornithologique international (ordre phylogénique) :
- Picumnus innominatus – Picumne tacheté
- Picumnus aurifrons – Picumne barré
- Picumnus lafresnayi – Picumne de Lafresnaye
- Picumnus pumilus – Picumne de l'Orénoque
- Picumnus exilis – Picumne de Buffon
- Picumnus nigropunctatus – Picumne maculé
- Picumnus sclateri – Picumne de Sclater
- Picumnus squamulatus – Picumne squamulé
- Picumnus spilogaster – Picumne à ventre blanc
- Picumnus minutissimus – Picumne de Cayenne
- Picumnus pygmaeus – Picumne ocellé
- Picumnus steindachneri – Picumne perlé
- Picumnus varzeae – Picumne des varzéas
- Picumnus cirratus – Picumne frangé
- Picumnus dorbignyanus – Picumne de d'Orbigny
- Picumnus temminckii – Picumne de Temminck
- Picumnus albosquamatus – Picumne noir et blanc
- Picumnus fuscus – Picumne à nuque rousse
- Picumnus rufiventris – Picumne à ventre roux
- Picumnus limae – Picumne ocré
- Picumnus fulvescens – Picumne fauve
- Picumnus nebulosus – Picumne strié
- Picumnus castelnau – Picumne de Castelnau
- Picumnus subtilis – Picumne de Cuzco
- Picumnus olivaceus – Picumne olivâtre
- Picumnus granadensis – Picumne gris
- Picumnus cinnamomeus – Picumne cannelle